# John Wark
John Wark (ur. 4 sierpnia 1957 w Glasgow) – szkocki piłkarz występujący między innymi w Ipswich Town i Liverpool F.C. 29-krotny reprezentant Szkocji i strzelec 7 goli. Uczestnik Mistrzostw Świata 1982.

## Filmografia
John Wark zagrał w filmie Johna Hustona Ucieczka do zwycięstwa (1981).